# Kazimierz Modzelewski
Kazimierz Edward Modzelewski (ur. 7 listopada 1934 w Lądzie pod Sochaczewem, zm. 27 lutego 2011 w Warszawie) – polski rzemieślnik i działacz polityczny, przedsiębiorca, poseł na Sejm IX, X oraz II kadencji.

## Życiorys
Ukończył w 1955 Technikum Budowlane w Warszawie. Przez całą karierę zawodową związany z budownictwem. W latach 1951–1956 pracował w Wojskowym Przedsiębiorstwie Budowlanym. Później założył własną firmę „Modzelewski”, na bazie której powstała „Modzelewski & Rodek” Sp. z o.o., w której przez lata zajmował stanowisko prezesa zarządu. Był współtwórcą wystroju wnętrz Zamku Królewskiego w Warszawie.
Od 1977 należał do Stronnictwa Demokratycznego, był jego przedstawicielem w Radzie Narodowej miasta stołecznego Warszawy (1980–1984). W latach 1985–1989 pełnił funkcję wiceprzewodniczącego Centralnego Komitetu SD. W okresie 1981–1989 sprawował jednocześnie funkcję przewodniczącego Krajowej Rady Rzemiosła. W latach 1986–1988 był członkiem Społecznego Komitetu Odnowy Starego Miasta w Zamościu.
Został wybrany w 1982 w skład Trybunału Stanu. Następnie od 1985 do 1991 przez dwie kadencje sprawował mandat posła na IX i X kadencji, początkowo z listy krajowej, a następnie z okręgu białobrzeskiego. W IX kadencji był zastępcą przewodniczącego Komisji Regulaminowej i Spraw Poselskich. W 1991 bez powodzenia ubiegał się o reelekcję z ramienia SD. Do parlamentu powrócił w 1993, został wówczas posłem z okręgu Bielsko-Biała z listy Sojuszu Lewicy Demokratycznej (pozostając członkiem SD). W II kadencji Sejmu pracował w Komisji Stosunków Gospodarczych z Zagranicą. W 1997 bezskutecznie ubiegał się o reelekcję z ramienia Krajowej Partii Emerytów i Rencistów, będąc liderem listy tego ugrupowania w okręgu podwarszawskim.
Odznaczony m.in. Krzyżem Kawalerskim i Komandorskim Orderu Odrodzenia Polski, a także Srebrnym i Brązowym Krzyżem Zasługi. Był członkiem władz Stowarzyszenia Parlamentarzystów Polskich. Pełnił też funkcje kierownicze w Związku Rzemiosła Polskiego.
Był mężem Elżbiety Modzelewskiej, miał troje dzieci. Pochowany został na starym cmentarzu na Służewie w Warszawie.